# Lijst van landen zonder zomertijd

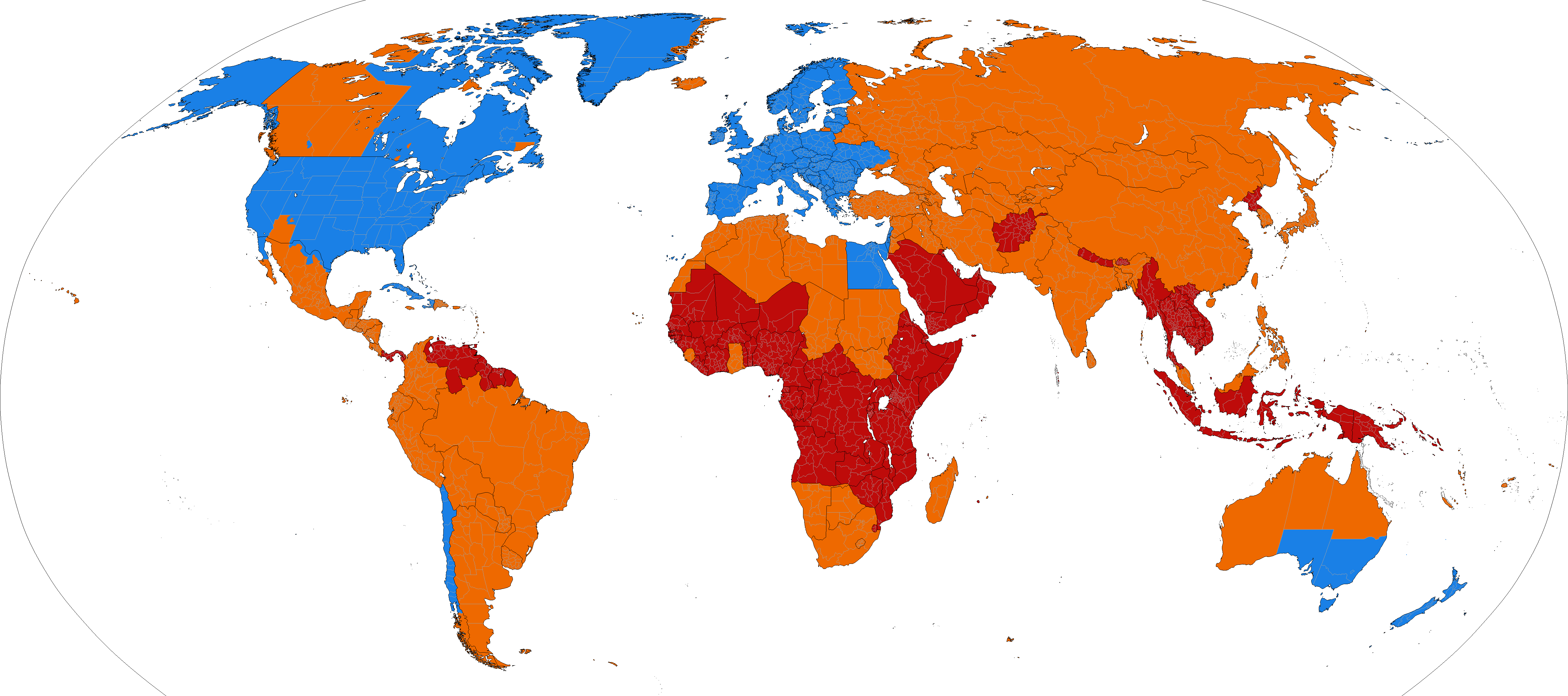
Gebieden die zomertijd gebruiken
Gebieden die geen zomertijd meer gebruiken
Gebieden die nooit zomertijd hebben gebruikt

Hieronder staat een lijst van landen die geen zomertijd gebruiken.

## Afrika
- Alle landen behalve  Egypte. In 2023 werd de zomertijd daar weer ingevoerd om energie te besparen.[1]
- Marokko besloot in 2018 zomertijd voortaan als standaardtijd te gebruiken.[2]

## Azië
- Afghanistan
- Armenië
- Azerbeidzjan
- Bahrein
- Bangladesh
- Bhutan
- Brunei
- Cambodja
- China
- Filipijnen

- Georgië
- India
- Indonesië
- Iran
- Irak
- Japan
- Jordanië
- Kazachstan
- Kirgizië

- Laos
- Maleisië
- Mongolië
- Myanmar
- Nepal
- Noord-Korea
- Oezbekistan
- Oost-Timor
- Papoea-Nieuw-Guinea

- Qatar
- Saoedi-Arabië
- Singapore
- Syrië
- Tadzjikistan
- Taiwan
- Thailand
- Turkmenistan
- Vietnam
- Zuid-Korea

## Centraal-Amerika
- Belize
- Costa Rica

- Guatemala
- Honduras

- Nicaragua
- Panama

- El Salvador

## Europa
- IJsland
- Rusland is in 2014 permanent op wintertijd overgeschakeld.[3][4]
- Turkije ging in 2016 over naar zomertijd en besloot die voortaan als standaardtijd te gebruiken.[5]
- Wit-Rusland

## Noord-Amerika
- Canada: enkele provincies hebben gebieden die geen zomertijd toepassen.
- Mexico
- Verenigde Staten: de staten  Arizona en  Hawaï gebruiken geen zomertijd. Ook de overzeese gebieden van het land gebruiken het systeem niet. De Navajo Nation (het indianenreservaat van de Dineh, dat grotendeels in Arizona ligt) gebruikt wél zomertijd.
- Aruba
- Curaçao
- Sint Maarten

## Oceanië
Geen enkel land in Oceanië gebruikt zomertijd behalve de volgende twee:
- Australië
- Nieuw-Zeeland

Het Australische Noordelijk Territorium, de staten Queensland en West-Australië, en de eilanden die tot het land behoren (uitgezonderd Tasmanië) gebruiken echter geen zomertijd.

## Zuid-Amerika
- Argentinië
- Brazilië
- Chili (gedeeltelijk)
- Colombia
- Ecuador
- Frans-Guyana
- Guyana
- Peru
- Suriname
- Venezuela